# زبیگنیف ریپچینسکی
زِبیگنیف ریپچینسکی (لهستانی: Zbigniew Rybczyński؛ ‏ تلفظ در لهستانی: [ˈzbiɡɲɛf rɨpˈt͡ʂɨj̃skʲi]؛ زادهٔ ۲۷ ژانویهٔ ۱۹۴۹) کارگردان فیلم، فیلم‌بردار، فیلم‌نامه‌نویس، تدوین‌گر، و استاد دانشگاه اهل لهستان است. وی در سال ۱۹۸۳ برندهٔ جایزهٔ همچون جایزه اسکار بهترین پویانمایی کوتاه شده است.
او به تدریس فیلم‌برداری سینمایی و فیلم‌برداری دیجیتال پرداخته و به‌عنوان پژوهشگر در حوزه‌ی فناوری ترکیب تصویر با استفاده از پرده‌های آبی و سبز در شرکت اولتیمات فعالیت کرده است. او به‌خاطر تکنیک‌های نوآورانه‌اش در حوزه‌ی صوتی-تصویری و همچنین پیشگامی در آزمایش و توسعه‌ی فناوری‌های نوین تصویری شناخته می‌شود.
در مارس ۲۰۰۹، ریپچینسکی به لهستان بازگشت و در شهر وروتسواف ساکن شد؛ جایی که مرکز فناوری‌های صوتی-تصویری (CeTA) را در محل استودیوی تاریخی فیلم‌های بلند شهر راه‌اندازی کرد. این مرکز که به‌طور رسمی در ژانویه ۲۰۱۳ افتتاح شد، شامل یک استودیوی پیشرفته است که توسط ریپچینسکی طراحی شده و برای تولید تصاویر فیلمی چندلایه استفاده می‌شود. همچنین این مرکز شامل مؤسسه‌ای برای پژوهش در زمینه‌ی تصویر و فناوری‌های بصری است.
پس از آن‌که ریپچینسکی فساد در CeTA را کشف و علنی کرد، از کار برکنار شد و در ادامه، انصراف خود از تابعیت لهستانی‌اش را اعلام کرد.